# Normative Wissenschaft
Das Ziel normativer Wissenschaft ist die allgemeingültige Beantwortung normativer Fragen. 
Normative Fragen sind Fragen nach dem, was sein soll, insbesondere wie gehandelt werden soll und welche Werte und Ziele angestrebt werden sollen. Normative Fragen stellen sich unter anderem in der Ethik, der Politik, der Ökonomie, dem Recht und der Pädagogik.
Normative Wissenschaft ist nicht zu verwechseln mit der empirischen Untersuchung von Normen durch Soziologie, Ethnologie oder Psychologie. Während es diesen Wissenschaften um die Beschreibung und Erklärung bestehender Normensysteme geht, bemüht sich normative Wissenschaft um die Rechtfertigung und Kritik einzelner Normen und ganzer Normensysteme.
Wissenschaft unterscheidet sich von anderen Formen der Erkenntnisgewinnung dadurch, dass für ihre Ergebnisse nicht nur allgemeine Geltung beansprucht wird, sondern dass dieser Anspruch auch durch intersubjektiv nachvollziehbare Argumente begründet wird. 
So beansprucht die Astrologie als Kunst der Sterndeutung für ihre Aussagen zwar auch eine allgemeine, also subjektunabhängige und dauerhafte Geltung, doch fehlt es der Astrologie im Unterschied zur wissenschaftlichen Astronomie an der intersubjektiv nachprüfbaren Begründung ihrer Aussagen.
Die intersubjektive Nachprüfbarkeit beruht bei den positiven Wissenschaften auf der prinzipiellen Wiederholbarkeit (z. B. durch ein Experiment) auf der Grundlage dessen, was sinnlich gegeben ist. Deshalb spricht man auch von empirischen Wissenschaften oder Erfahrungswissenschaften.

## Ist eine normative Wissenschaft möglich?
Normative Fragen lassen sich jedoch allein mit den Methoden der Erfahrungswissenschaften (systematische Beobachtung, Experiment etc.) nicht beantworten. Denn man kann zwar sehen, was ist, aber man kann nicht sehen, was sein soll. 
Bereits Hume hat darauf hingewiesen, dass man allein aus Aussagen über das, was ist, nicht logisch ableiten kann, was sein soll. Jeder Schluss vom Sein auf ein Sollen ist deshalb ein logischer Fehlschluss, weil das Sollen ein völlig neues Bedeutungselement ist, das in den faktischen Prämissen nicht enthalten ist und folglich auch nicht daraus logisch abgeleitet werden kann. 
Im sogenannten Werturteilsstreit Anfang des 20. Jahrhunderts haben sich weitgehend die Positivisten durchgesetzt, die eine rein empirische, werturteilsfreie Wissenschaft forderten.
Andererseits blieben die normativen Fragen nach dem richtigen Handeln, nach dem anzustrebenden Guten, nach Gemeinwohl und Gerechtigkeit weiter akut. Die extreme Position, dass normative Fragen sinnlos seien, erwies sich da als wenig hilfreich.
In den 1960er-Jahren mehrten sich Stimmen, die darauf hinwiesen, dass normative Sätze der Logik zugänglich seien und man für oder gegen normative Behauptungen intersubjektiv nachvollziehbar argumentieren könne. 
Das Wahrheitskriterium der Erfahrungswissenschaften, logische Widerspruchsfreiheit und übereinstimmende Beobachtung, sei zwar auf normative Behauptungen nicht anwendbar, aber schließe wiederum nicht die Existenz anderer Kriterien der Allgemeingültigkeit aus.
Vor allem von Habermas wurde in diesem Zusammenhang eine Konsenstheorie der Wahrheit in die Diskussion eingebracht. Danach ist Kriterium für die Allgemeingültigkeit einer Behauptung, dass sich über diese Behauptung in einer idealen Sprechsituation zwangfrei und nur über Argumente ein allgemeiner Konsens herstellen lässt.
Da Habermas bewusst keine Methodenlehre zur Beantwortung normativer Fragen entwickeln wollte, blieb er jedoch seinen Kritikern die Antwort auf die Frage schuldig, was denn in den normativen Wissenschaften die Rolle der Konsens stiftenden, intersubjektiv übereinstimmenden Beobachtung übernehmen könne.
Damit bleibt die Möglichkeit normativer Wissenschaft weiterhin umstritten.

## Stellung innerhalb der Wissenschaft
Berg-Schlosser und Stammen unterteilen die Politikwissenschaft in normativ-ontologische Theorieansätze, dialektisch-historische Theorieansätze und empirisch-analytische Theorieansätze. Der normativ-ontologische Theorieansatz sowie der dialektisch-historische Theorieansatz haben eine ähnliche methodische Grundhaltung, während sich der empirisch-analytische Theorieansatz deutlich von beiden unterscheide.